# Chci jen syna
Chci jen syna (anglicky Paternity) je americká romantická komedie z roku 1981 režírovaná Davidem Steinbergem.

## Děj
Buddy Evans je manažer firmy v New Yorku. Jeho životem prochází mnoho žen, snad žádnou noc nespí sám. Jinak ale vede osamělý život. Jednou při pohledu na dítě své přítelkyně si uvědomí, že by měl rád syna. Nechce ani rodinu, ani manželku, jenom syna. Začne tedy hledat vhodnou matku. Jednou při obědě potká číšnici Maggie, která chce pokračovat ve studiu hudby v Paříži a jako číšnice si vydělává na studia. Buddy jí nabídne odměnu padesát tisíc dolarů za to, pokud mu porodí syna. Zpočátku vše bere pouze obchodně, ale časem se Buddy s Maggie sblíží. Ovšem se zplozením syna mají problémy.
Jednoho dne se Maggie Buddyho zeptá, jakou má o jejich zplození syna představu a Buddy jí řekne, že by si představoval seznámení s dívkou, která má na tváři pihu. Seznámení by mělo probíhat v restauraci a nakonec by měli skončit u něho doma. Plán oba společně uskuteční. Maggie otěhotní, ale Buddy jí věnuje málo pozornosti, takže Maggie přemýšlí, že od Buddyho i přes péči, kterou jí věnuje jako budoucí matce svého syna, odejde. Budy by pak ztratil i syna. nakonec se spolu udobří. Buddy se s Maggie syna nedočká, ale po letech společného života mají několik dcer.

## Obsazení
| Burt Reynolds      | Buddy Evans         |
| Beverly D'Angelo   | Maggie              |
| Norman Fell        | Larry               |
| Paul Dooley        | Kurt                |
| Elizabeth Ashley   | Sophia Thatcherová  |
| Lauren Hutton      | Jenny Loftonová     |
| Juanita Moore      | Celia               |
| Peter Billingsley  | Tad                 |
| Jacqueline Brookes | teta Ethel          |
| Mike Kellin        | turistický průvodce |
| Toni Kalem         | Diane Cassabello    |
| Carol Locatell     | paní Wernerová      |
| Alfie Wise         | Cabbie              |
| Dick Wieand        | Mario               |
| Elaine Giftos      |                     |
| Linda Gillen       | Cathy               |